# Prizrenský okruh
Prizrenský okruh (albánsky Rajoni i Prizrenit; srbsky Prizrenski okrug, cyrilicí Призренски округ) je jedním ze sedmi kosovských okruhů. Hlavní město okruhu je Prizren. Většinu obyvatel zde tvoří Albánci (85-90%). Nicméně, dalších 10% tvoří Bosňáci a Turci, což je víc, než v kterémkoli jiném okruhu.

## Správní členění
V okruhu se nachází těchto 5 měst:
| Město     | Počet obyvatel (2011) | Rozloha (km²) | Hustota zalidnění (km²) |
| --------- | --------------------- | ------------- | ----------------------- |
| Prizren   | 177,781               | 284           | 626                     |
| Suva Reka | 59,722                | 306           | 178.5                   |
| Mališevo  | 54,613                | 361           | 165.4                   |
| Dragaš    | 33,997                | 435           | 78.2                    |
| Mamuša    | 5,507                 | 11            | 500.6                   |

## Galerie

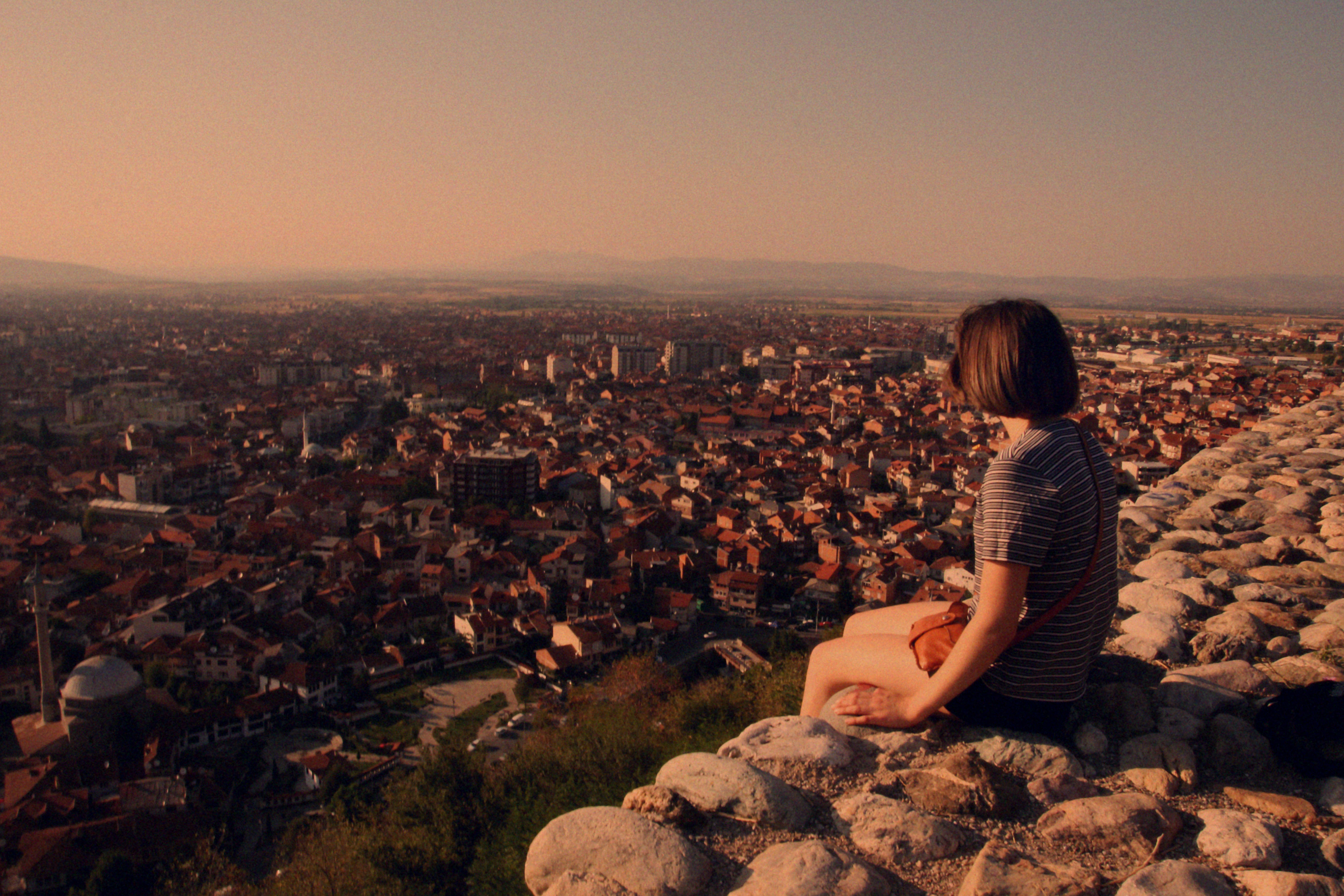
Hlavní město Prizren
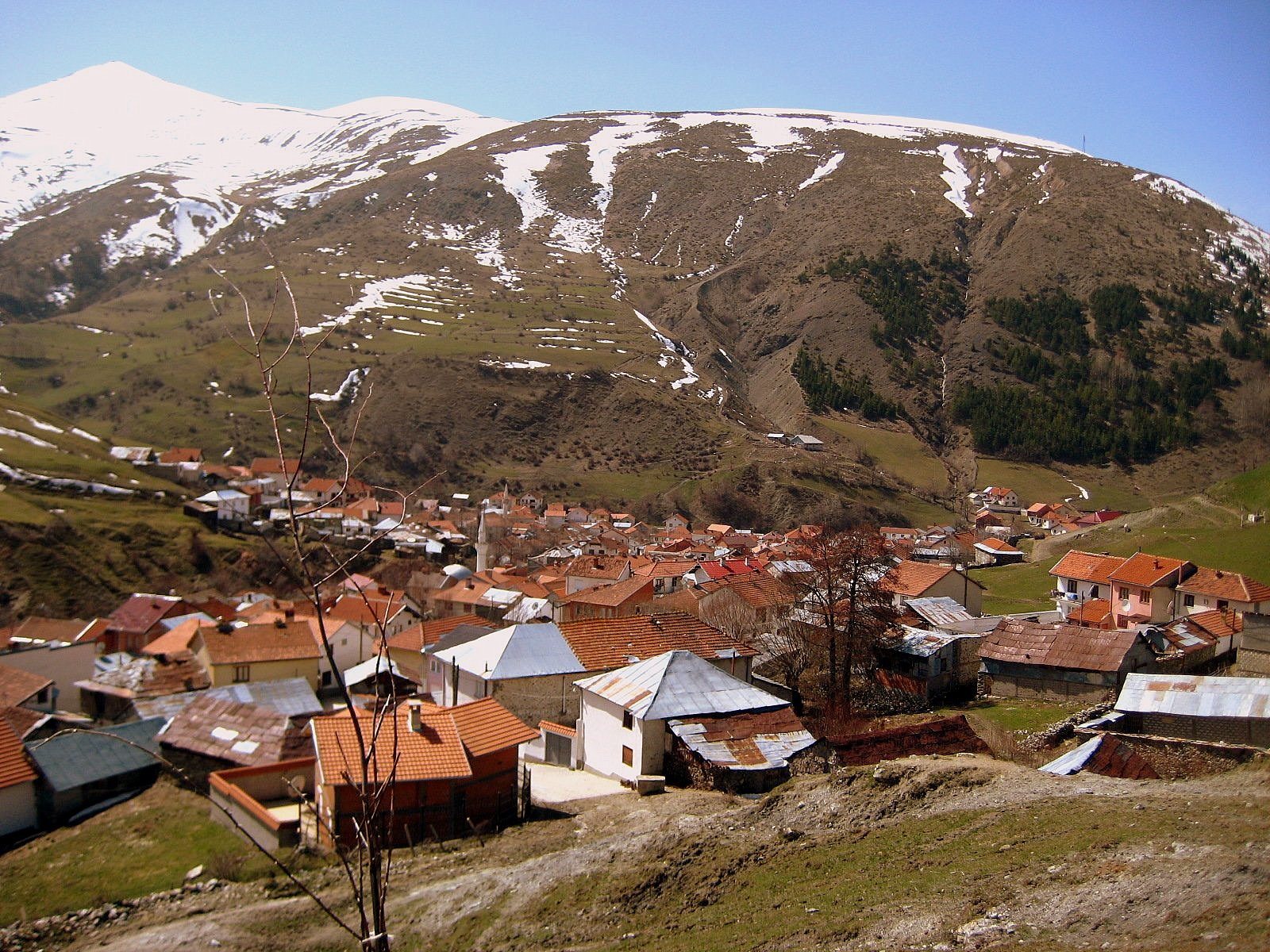
Arianit Brod
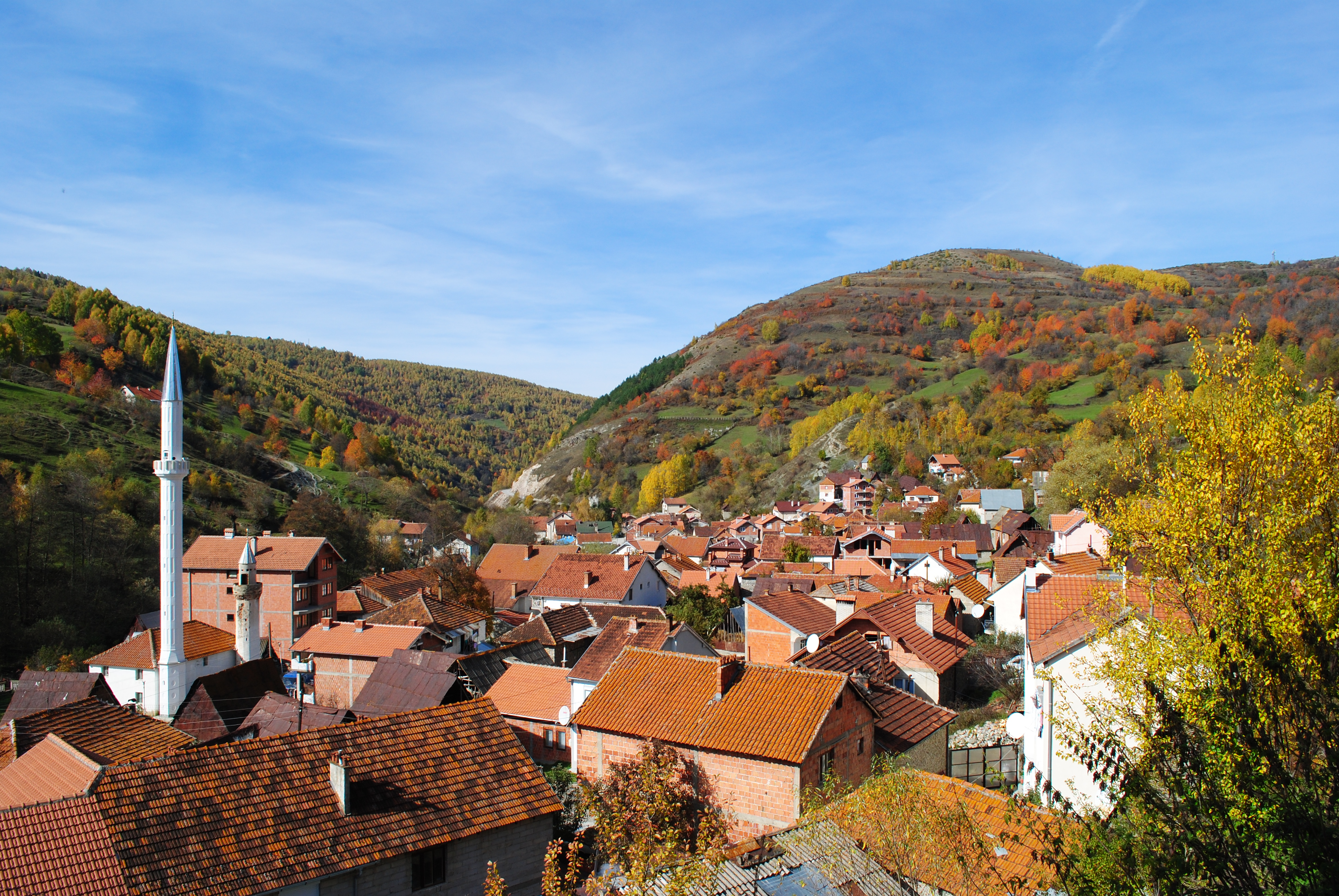
Vesnice Kruševo
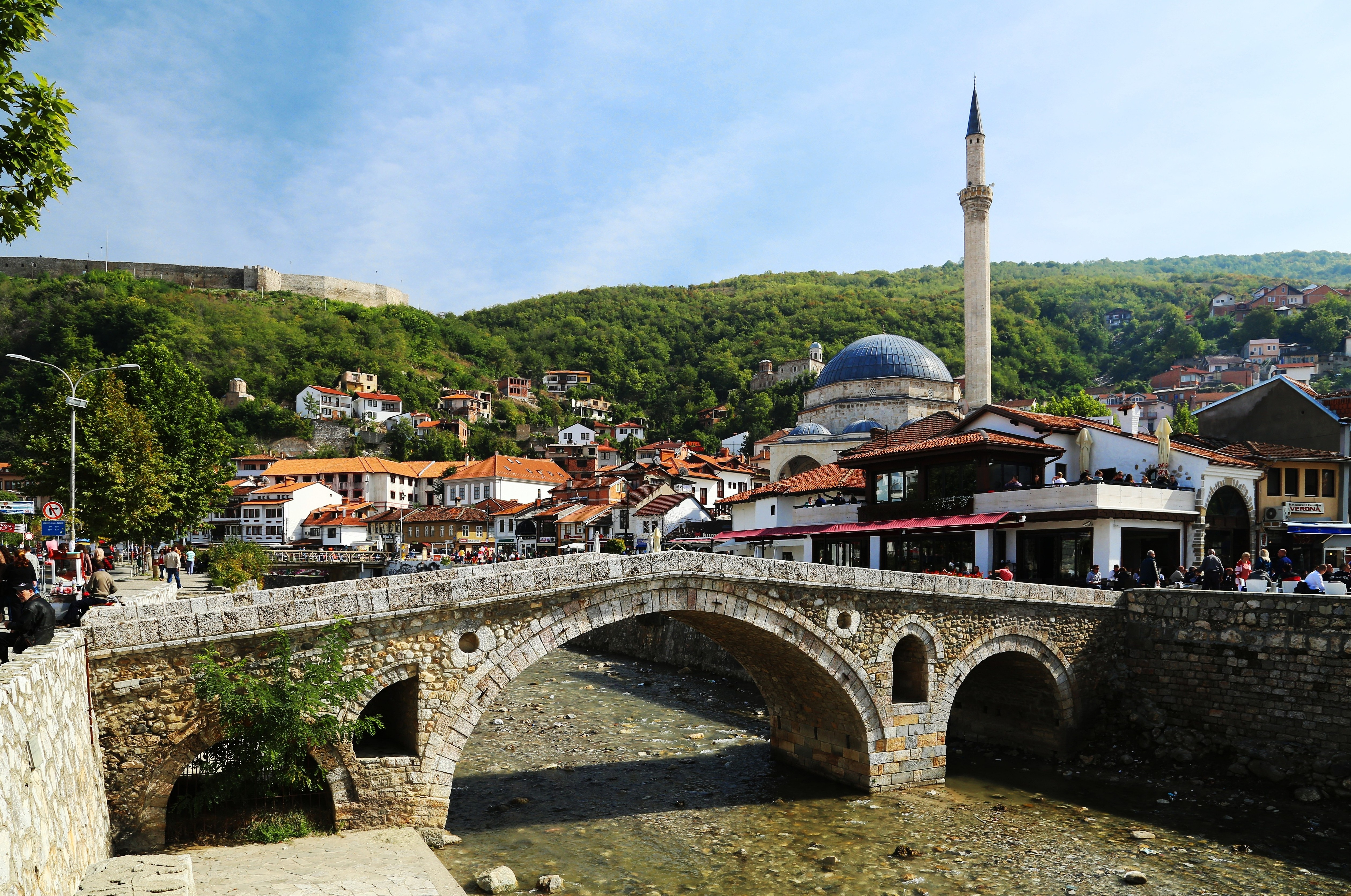
Kamenný most v Prizrenu